# Кунерт, Гюнтер
Гюнтер Кунерт (нем. Günter Kunert Günter Kunert; 6 марта 1929, Берлин — 21 сентября 2019, Кайсборстель) — немецкий лирик и писатель. Его произведения прежде всего описывают два немецких государства периода разделения Германии на Западную и Восточную, а именно сложность их взаимосвязей и различные особенности, а также объединенную Германию .

## Биография
После окончания начальной школы Гюнтер Кунерт не смог посещать среднюю школу из-за «Нюрнбергских расовых законов» (его мать была еврейкой). После окончания Второй мировой войны в течение пяти семестров изучал графику в Восточном Берлине, но потом забросил учёбу. В 1948 году вступил в Социалистическую единую партию Германии. Там он познакомился с Бертольтом Брехтом и Иоганнесом Бехером.
С середины 1960-х годов в течение многих лет Гюнтер Кунерт поддерживал тесную дружбу с коллегой Николасом Борном, их интенсивная переписка была опубликована в 1978 году.
В 1972/73 годах Кунерт был приглашённым доцентом Техасского университета в Остине, а в 1975 году — в Университете Ворика в Англии.
В 1976 году он одним из первых подписал петицию против экспатриации Вольфа Бирманна . В связи с этим в 1977 году было отозвано его членство в Социалистической единой партии Германии . В 1979 году благодаря наличию многолетней визы Кунерт мог часто уезжать из ГДР. Кунерт и его жена Марианна поселились в Кайсборстели вблизи Итцехо, где он до недавнего времени жил свободным писателем.
Кунерт считается одним из самых разносторонних и важнейших современных писателей. Кроме лирики, его творчество включает короткие рассказы (параболы) и повести, эссе, автобиографические записи, афоризмы, глоссы и сатиры, сказки и научно-фантастические произведения, радиопьесы, речи, дорожные этюды, сценарии, различные предисловия и послесловия к публикациям других авторов, либретто, детские книги, романы, драмы и многое другое.
Многие тексты Кунерта были положены на музыку Куртом Швеном. Кунерт также был художником и рисовальщиком.
В своих работах он занимал критическую позицию по таким темам как национал-социализм, политика режима ГДР и вера в прогресс . Хотя его ранние стихи, педагогически критические, были благосклонны к социалистическому реализму и должны были служить прогрессу, позже он занимал всё более скептическую и пессимистическую позицию.
С 1981 года Гюнтер Кунерт был членом Германской академии языка и поэзии, с 1988 года — членом Свободной академии искусств Гамбурга, в 2005—2018 годах — президентом «ПЕН-клуба» немецкоязычных авторов за рубежом и с 2008 года — почетным членом «Fördervereins Priesterenbüchereien e. V.».
В феврале 2019 появился его роман «Вторая жена», рукопись которого была «недавно обнаруженный случайно в сундуке» Кунерта. Роман был написан сорок лет назад и ранее был до того времени неизвестен.
Гюнтер Кунерт умер в сентябре 2019 в возрасте 90 лет дома в результате осложнения пневмонии, за два дня до выхода его последней поэтической книги «В гостях в лабиринте».

## Награды
- 1962: Премия им. Генриха Манна
- 1973: Награда им. Йоганнеса Роберта Бехера
- 1979: Литературная награда им. Георга Макензена
- 1983/84: Литературная награда м. Берген
- 1985: Награда им. Генриха Гейне м. Дюссельдорф
- 1989: Орден «За заслуги перед Федеративной Республикой Германия» Большой крест 1-й степени
- 1990: Литературная награда г. Майнц
- 1991: Награда им. Фридриха Гельдерлина г. Бад Гомбурґ
- 1991: Награда им. Эрнста Роберта Курциуса
- 1996: Награда им. Ганса Заля
- 1997: Награда им. Тракль за лирику
- 1999: Премия Аристеион Европейского Союза
- 2005: Почетный доктор (Туринский университет)
- 2010: Почетный член Ассоциации немецкого языка
- 2011: Награда «Frankfurter Anthologie»
- 2012: Орден «За заслуги перед Федеративной Республикой Германия» Большой офицерский крест
- 2014: Художественная награда земли Шлезвиг-Гольштейн